# Creed (компания)
Creed — компания, основанная Джеймсом Генри Кридом в Лондоне в 1760 году как мастерская по изготовлению экипировки для верховой езды. С 1854 года функционирует в Париже, с 1970-х годов специализируется исключительно на производстве парфюмерии, предлагая покупателям 51 аромат. Управление фирмой передаётся по наследству, в настоящее время семейным бизнесом управляет шестой сын из династии Кридов — Оливер Крид.

## История
Со времени своего основания и примерно до 1970-х годов компания Creed специализировалась на пошиве костюмов, перчаток и различной экипировки для верховой езды. В 1854 году по просьбе своей клиентки, французской императрицы Евгении, с именем которой Creed связывает аромат Jasmin Imperatrise Eugenia, фирма переехала в Париж. Среди заказчиков ателье были супруг Евгении, император Наполеон III (с именем которого Creed связывает аромат Cuir de Russie), австрийский император Франц Иосиф I и его супруга Елизавета Баварская, российский император Николай II и другие аристократы и царственные особы. В 1885 году компания Creed получила статус официального поставщика британского и испанского королевских дворов.
Creed производит и предлагает покупателям ароматы, которые, по их утверждению, были когда-то выпущены по индивидуальному заказу представителей высшей аристократии. Так, по утверждению Creed, специально для королевы Виктории ими был создан Fleurs the Rose Bulgare, а для её придворных — Royal Water. Tabarome Millesime, поступивший в продажу в 1999 году, по утверждению компании-производителя, был создан в 1920 году для Уинстона Черчилля, аромат Creed Windsor, поступивший в продажу в январе 2010 года — в 1936 году для герцога Виндзорского, а Fleurissimo — в 1956 году специально для свадебной церемонии Грейс Келли. В то же время не имеется никаких материальных или документальных свидетельств того, что Creed действительно изготовляла какие-либо парфюмерные композиции до 1970-х годов, когда она прекратила свою деятельность в качестве ателье по пошиву одежды, обуви и перчаток.
Начиная с 1980-х годов в качестве парфюмера в компании работает Пьер Бурдон, в 1985 году им был создан Green Irish Tweed, названный специалистами лучшим ароматом этой фирмы.
Клиенткой Creed является Кэтрин, герцогиня Кембриджская. «Ароматом Белого дома» Love In White, созданным специально для Лоры Буш, пользуется Мишель Обама.
В 2023 году компания за 3,5 млрд евро была куплена группой Kering.